# Roxana Gheorghiu
Roxana Gheorghiu (n. Stănișor, 19 martie 1974, București) este o fostă jucătoare de handbal din România, fostă componentă a echipei naționale. Gheorghiu a evoluat pe postul de intermediar stânga.

## Biografie
Roxana Gheorghiu a debutat la Clubul Sportiv Școlar nr. 5 Rapid București, cu care, în 1991, a câștigat titlul național la categoria de vârstă rezervată junioarelor I. În 1990 a fost convocată la echipa națională de junioare a României, iar în 1991 la cea de tineret, cu care a obținut medalia de aur la Balcaniada pentru tineret din 1992.
De la CSȘ nr.5 a fost promovată la echipele de senioare RATB și Rapid București, antrenate de Vasile Mărgulescu. În 1995 a ajuns la Oltchim Râmnicu Vâlcea, unde a rămas până în 1999. Cu Oltchim a câștigat de patru ori Liga Națională, de patru ori Cupa României și a jucat în competițiile europene.
Între 1999 și 2000 a jucat la Dorobanțul Ploiești, o echipă efemeră, iar în 2000 a plecat în Italia, unde a semnat cu Handball Salerno. În 2004 a câștigat campionatul, cupa și supercupa Italiei. Handbalista s-a întors apoi în România, unde a jucat la Rapid CFR București, în sezonul 2005–2006.
A urmat o revenire în Italia, la echipa Pelpast Salerno. Și-a încheiat cariera la SCM Craiova, echipă pentru care a semnat în anul 2008.
Roxana Gheorghiu a fost selecționată în 1994 la echipa națională de senioare a României. A jucat pentru aceasta în 104 meciuri, în care a înscris 370 de goluri și a luat parte la două campionate mondiale, în 1995 și 1997, și la Campionatul European din 1996. În 1997 s-a clasat pe locul 4 în clasamentul general al marcatoarelor, cu 57 de goluri în cele 6 meciuri pe care România le-a jucat în competiție.
Fosta handbalistă este stabilită în Salerno.

## Palmares
Cu echipe de club
- Liga Națională:
  -  Câștigătoare: 1996, 1997, 1998, 1999

- Cupa României:
  -  Câștigătoare: 1996, 1997, 1998

- Campionatul Italiei
  -  Câștigătoare: 2004

- Cupa Italiei
  -  Câștigătoare: 2004

- Supercupa Italiei
  -  Câștigătoare: 2004

- Campionatul Național pentru Junioare I:
  -  Câștigătoare: 1991

Cu echipa națională
- Jocurile Balcanice pentru Tineret:
  -  Câștigătoare: 1992

- Trofeul Carpați:[5]
  -  Câștigătoare: 1995